# The Supremes Sing Rodgers & Hart
The Supremes Sing Rodgers & Hart è un album del gruppo musicale femminile R&B statunitense The Supremes, pubblicato nel 1967 dalla Motown Records. Il brano è composto da cover del duo Richard Rodgers e Lorenz Hart.

## Tracce

### Lato A
1. The Lady Is a Tramp
2. Mountain Greenery
3. This Can't Be Love
4. Where or When
5. Lover
6. My Funny Valentine

### Lato B
1. My Romance
2. My Heart Stood Still
3. Falling in Love with Love
4. Thou Swell
5. Dancing on the Ceiling
6. Blue Moon

## Classifiche
| Classifica(1967)                | Posizione più alta |
| U.S. Billboard 200              | 20                 |
| U.S. Billboard R&B Albums Chart | 3                  |